# Othmar Karas

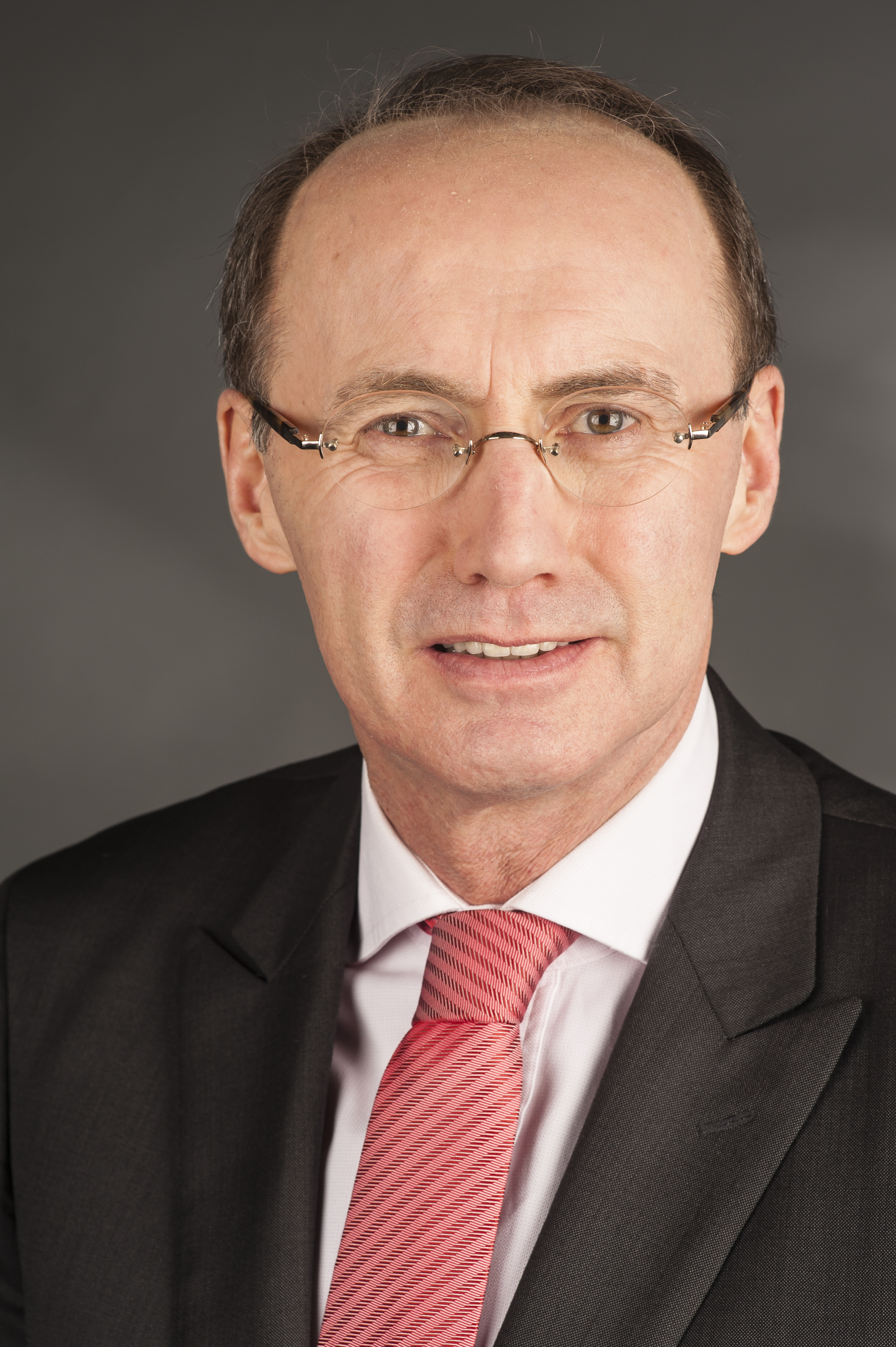
Othmar Karas (2014)

Othmar Karas (* 24. Dezember 1957 in Ybbs an der Donau) ist ein österreichischer Politiker (ÖVP) und seit Oktober 2024 Präsident des European Forum Alpbach. Von 1999 bis Juli 2024 war er Abgeordneter zum Europäischen Parlament. Am 18. Jänner 2022 wurde er mit 536 Stimmen zum Ersten Vizepräsidenten des Europäischen Parlaments gewählt.
Karas war bereits von 2012 bis 2014 sowie von 2019 bis 2022 einer der Vizepräsidenten. Karas trat als Spitzenkandidat der ÖVP bei der Europawahl 2014 und 2019 an. Zudem ist Karas Präsident des Hilfswerks Österreich sowie Gründer und Obmann des überparteilichen Vereins „BürgerInnen Forum Europa“.

## Ausbildung
Karas erhielt 1996 an der Universität Wien die Sponsion zum Magister phil. an der Grund- und Integrativwissenschaftlichen Fakultät (Hauptfach: Politikwissenschaft), 1997 dazu an der Hochschule St. Gallen die Sponsion zum MBL im Bereich Europäisches und internationales Wirtschaftsrecht. 2017 reichte er an der Universität Wien eine Dissertation zum Thema Die europäische Demokratie – Grenzen und Möglichkeiten des Europäischen Parlaments ein.
Er wurde Mitglied der katholischen Verbindungen K.Ö.St.V. Ötscherland Scheibbs im MKV, der K.Ö.H.V. Sängerschaft Waltharia Wien im ÖCV, der K.A.V. Capitolina Rom im CV und Mitbegründer der K.A.V. Merkenstein Wien im EKV. Darüber hinaus engagierte er sich unter anderem als Landesvorsitzender-Stellvertreter des niederösterreichischen Landesverbandes des MKV, Vorsitzender des Kuratoriums des EKV und Mitglied der Verbandsführung des MKV.

## Politische Laufbahn
Karas besuchte das Bundesoberstufenrealgymnasium Scheibbs und begann seine politische Karriere 1976 als Bundesobmann der Union Höherer Schüler (heute: Schülerunion). Danach wurde er 1979 bis 1981 Politischer Referent der ÖVP.
Von 1980 beziehungsweise 1990 war er stellvertretender Vorsitzender des Österreichischen Bundesjugendrings (heute: Bundesjugendvertretung) sowie Bundesobmann der Jungen ÖVP, Mitglied des Bundesparteivorstandes und Vizepräsident der Jungen Europäischen Christdemokraten (heute: YEPP). Von 1983 bis 1990 war Karas Abgeordneter zum Nationalrat. Im Vorfeld der Besetzung der Hainburger Au 1984 war Karas einer der Teilnehmer der Pressekonferenz der Tiere und trat dabei als Kormoran auf.
Beruflich war er von 1981 bis 1995 als Angestellter im Banken- und Versicherungsbereich, zuletzt Generalsekretär-Stellvertreter der Bundesländer-Versicherung (heute: UNIQA Versicherungen AG) tätig. Danach war er bis 1999 Generalsekretär der ÖVP und Mitglied des Bundesparteivorstandes.
1999 wurde Karas Abgeordneter zum Europäischen Parlament. Er war von 2006 bis 2009 sowie von 2011 bis 2019 Leiter der ÖVP-Delegation im Europäischen Parlament.
Im Jänner 2012 wurde er zu einem der 14 Vizepräsidenten des Europäischen Parlaments gewählt und war zu diesem Zeitpunkt der ranghöchste Österreicher in diesem Parlament. Er bekleidete das Amt für zweieinhalb Jahre bis zum Ende der Legislaturperiode im Juni 2014. Im Juli 2019 wurde er mit 477 Stimmen bereits im ersten Wahlgang erneut in diese Funktion gewählt.
Im Oktober 2023 gab er bekannt, bei der EU-Wahl 2024 nicht mehr zu kandidieren, da er den neuen Stil der ÖVP nicht mehr mittragen könne.

## Europäisches Parlament
Von 1999 bis 2024 war Karas Mitglied des Europäischen Parlaments. In der letzten Legislaturperiode war Karas Mitglied im Ausschuss für Wirtschaft und Währung und Stellvertreter im Ausschuss für Industrie, Forschung und Energie sowie im Ausschuss für konstitutionelle Fragen. Als einer der Vizepräsidenten war er zudem Mitglied im Präsidium des Europäischen Parlaments.
Von 1999 bis 2004 war Karas Präsidiumsmitglied und Schatzmeister der EVP-ED-Fraktion, in der er von 2002 bis 2004 als Wirtschaftssprecher und anschließend bis 2007 als Vizepräsident und Schatzmeister fungierte, dann als erster Vizepräsident und Schatzmeister. Bis 2009 war er weiters Klubobmann des ÖVP-Europaklubs und Mitglied des ÖVP-Bundesparteivorstandes.
Bei der Europawahl 2009 wurde Ernst Strasser Karas als Spitzenkandidaten vorgezogen. Karas gewann bei der Wahl zwar den Vorzugsstimmenwahlkampf klar, wurde aber trotzdem nicht Delegationsleiter. Erst am 5. April 2011 wurde er Strassers Nachfolger, der wegen der Lobbying-Affaire von seinem Amt im Europäischen Parlament zurücktrat.
Bei der Europawahl 2014 ging Karas das erste Mal als Spitzenkandidat der ÖVP in den Wahlkampf. Dabei verzichtete er mit seinem Personen-Komitee „Wir für Karas“ bei diesem Wahlkampf auf Wahlplakate und auf der Website weitgehend auf das Parteilogo der ÖVP. Auch bei der Europawahl 2019 war er Spitzenkandidat der ÖVP und erlangte über 100.000 persönliche Vorzugsstimmen.
Ursprünglich sollte ihm 2020 Karoline Edtstadler in der 9. Wahlperiode als ÖVP-Delegationsleiterin nachfolgen. Nach seiner Wahl zum Vizepräsidenten des Europäischen Parlaments im Juli 2019 gab er bekannt, die ÖVP-Delegationsleitung zurückzulegen,
Edtstadler wurde zu seiner Nachfolgerin gewählt. Nach dem Wechsel von Edtstadler in die österreichische Bundesregierung verzichtete Karas auf eine erneute Kandidatur als Delegationsleiter.
Ab September 2020 war Karas Stellvertretender Vorsitzender des Unterausschusses für Steuerfragen im EU-Parlament.
Anfang 2022 erhielt Karas bei der Wahl der Vizepräsidenten des Europäischen Parlaments die meisten Stimmen (536) und wurde somit zum „First Vice President“. Die Funktion hatte bisher die neue Präsidentin des Europäischen Parlaments Roberta Metsola innegehabt; sie berechtigt zur Teilnahme an Vermittlungsausschüssen (conciliation committees).
In Österreich wurde Karas im Juli 2023 von seiner eigenen Partei öffentlich gerügt: Laut Christian Stocker sei Karas’ Kritik an der sogenannten Normalitäts-Debatte um die schweigende Mehrheit entbehrlich. Karas sei schon seit einiger Zeit scharfer Kritiker seiner eigenen Partei, bemerkt der ORF. Im Oktober 2023 gab Karas bekannt, aufgrund der vorangegangenen Richtungsdebatten bei der EU-Wahl 2024 nicht mehr zu kandidieren.
Karas halte außertourliche Budgetmittel, die nicht schon im mehrjährigen Finanzrahmen verplant sind, zwecks Ausweitung des Binnenmarktes und für Investitionen in die grüne und digitale Transformation der Union für unbedingt notwendig.

## Sonstige Tätigkeiten
Othmar Karas ist einer der Vizepräsidenten der Europäischen Bewegung Österreich. Seit 1998 ist Karas Präsident des österreichischen Hilfswerks, des Robert-Schuman-Instituts Budapest sowie Vizepräsident des Hilfswerks Austria International und der Robert-Schuman-Stiftung. Karas ist außerdem Universitätslektor an der Universität Wien (Institut für Politikwissenschaften).
Im Oktober 2024 wurde Karas als Nachfolger von Andreas Treichl zum Präsidenten des Europäischen Forums Alpbach gewählt.

## Familie
Karas ist seit 1987 mit der Juristin und Künstlerin Christa Karas-Waldheim (* 1959), einer Tochter des ehemaligen UN-Generalsekretärs und Bundespräsidenten Kurt Waldheim, verheiratet und hat einen Sohn.

## Ehrungen und Auszeichnungen
- 2003: Großes Goldenes Ehrenzeichen für Verdienste um die Republik Österreich[31]
- 2003: Goldenes Ehrenzeichen der Jungen ÖVP[32]
- 2006: Goldenes Ehrenzeichen der Österreichischen Ärztekammer[32]
- 2015: Aufnahme in die Bruderschaft von Santa Maria dell’Anima („Animabruderschaft“) in Rom
- 2017: Ehrenzeichen der Österreichischen Notariatskammer[32]
- 2021: Silbernes Komturkreuz mit dem Stern des Ehrenzeichens für Verdienste um das Bundesland Niederösterreich[33]

## Publikationen
- mit Hans Winkler: Europa am Ende? Zwei Meinungen. Leykam Streitschriften, Leykam Buchverlag, Graz 2017, ISBN 978-3-7011-8043-1.
- Die europäische Demokratie: Grenzen und Möglichkeiten des Europäischen Parlaments, Verlag Österreich/Berliner Wissenschafts-Verlag, Wien/Berlin 2018, ISBN 978-3-7046-7942-0.
- mit Judith Kohlenberger: So schaffen wir das: wie wir das Thema Asyl und Migration dem linken und rechten Rand abnehmen und die Krise überwinden, edition a, Wien 2023, ISBN 978-3-99001-640-4.
- mit Peter L. Eppinger: Der Trump-Effekt: Kann ein Mann Europa wachrütteln?, Seifert Verlag, 2025, ISBN 978-3-903583-01-6.